# حسن الإمام
حسن الإمام (6 مارس 1919 - 29 يناير 1988) هو مخرج مصري شهير راحل حاصل على جوائز مصرية وعالمية. رصيده في الإخراج السينمائي يصل إلى مئة واثنين فيلم. وهو يُعتبر من أهم مخرجي السينما المصرية طوال تاريخها. لُقِب بألقاب كثيرة نظرًا لنجاحاته الكبيرة في السينما المصرية منها مخرج الروائع وصانع النجوم. تم اختيار ثلاثة من أفلامه في قائمة أفضل مئة فيلم في تاريخ السينما المصرية. وخمسة منها في قائمة قائمة أفضل مئة فيلم غنائي مصري.

## النشأة
ولد حسن الإمام في 6 مارس عام 1919 بمدينة المنصورة، وكان أبوه يعمل بالتجارة. كان حسن الإمام مثابراً ومنفتحا ومهتماً بالأحداث العامة، وخاصة بالأحداث الفنية المسرحية، بسبب انتشار المسارح في ذلك الوقت، وعدم انتشار السينما بالشكل الواسع. وكان محبا أيضا للموسيقى.
توفي والده، إثر صدمة أزمة جعلته يخسر كل ما جمع من ثروة، وكان حسن الإمام في سن السابعة عشر ذلك الوقت، فلم تكن حياته سهلة وكان في المرحلة الثانوية في ذلك الوقت وتلقّى تعليمه في مدرسة الفرير بالخرنفش.
قرر بعد ذلك دخول مجال الفن برغم عدم امتلاكه إلا موهبة الكتابة وإتقان اللغتين، الفرنسية والإنجليزية. بدأ حياته الفنية كمترجم للنصوص والمونولوجات المسرحية التي كان يدرسها بالفرنسية للمؤلف موريس شيفالييه. وكان مثله الأعلى يوسف وهبي.
اتخذه يوسف وهبي حسن الإمام مساعداً مثقفاً، بسبب إجادته اللغتين الفرنسية والإنجليزية، وعدم تكبره ورفضه للقيام بالأعمال البسيطة ثم اتجه للسينما، وعرفه بأمره كل المخرجين الكبار مثل المخرج أحمد بدرخان ونيازي مصطفى وهنري بركات (الشهير ببركات).
قرر في عام 1947 أن يخوض أول تجربة إخراج سينيمائية بإخراجه فيلم ملائكة في جهنم.

## الحياة الفنية
بدأ حسن الإمام حياته الفنية في أربعينيات القرن الماضي، وعمل مساعد مخرج في عدد من الأفلام مثل «شارع محمد علي»، و«حسن وحسن»، و«الآنسة بوسة». جاءته الفرصة الأولي في الإخراج عام 1946 مع أول أفلامه «ملائكة في جهنم»، و في العام الثاني أخرج أفلام «الستات عفاريت»، و«الصيت ولا الغنى» لتأتي انطلاقته الحقيقية في بداية خمسينات القرن الماضي مع فيلم «اليتيمتين» ثم أفلام «ظلمونى الناس»، و«أنا بنت ناس»، و«زمن العجائب»، و«لن أبكي أبدا».
حققت أفلامه إيرادات خيالية جعلته يستحق أن يكون مخرج الروائع في السينما المصرية. وفي ستينات القرن الماضي قدم أفلام «الخطايا»، و«زقاق المدق»، والثلاثية الخالدة للكاتب نجيب محفوظ: «بين القصرين – قصر الشوق – السكرية»، كما قدَّم: «حب حتي العبادة»، و«إني أتهم»، و«مال ونساء»، و«الخرساء»، و«التلميذة»، و«المعجزة»، و«شفيقة القبطية»، و«الراهبة» وغيرها من الأفلام. وفى سبعينيات القرن الماضي قدَّم الإمام «حب وكبرياء»، وتخلي قليلاً عن أفلام الميلودراما ليقدم ألواناً أخرى. بعد النجاح المدوى لفيلمه «خلى بالك من زوزو» واستمراره في دور العرض لما يقرب من عام، غلب على أفلامه الطابع الغنائى والاستعراضى في تلك الفترة. قدَّم الإمام تجارب مشابهة في أفلام مثل: «حكايتى مع الزمان»، و«أميرة حبى أنا» وغيرها من الأفلام.
أخرج الإمام عمل تلفزيوني واحد هو مسلسل «صاحب الجلالة الحب»، وأخرج للإذاعة مسلسلا عن حياة «بديعة مصابني». وأخرج للمسرح مسرحية واحدة لفرقة نجيب الريحانى بعنوان «يا حلوة ما تلعبيش بالكبريت». انفرد وتميز أسلوب حسن الإمام عن غيره من أبناء جيله وقدم في ثمانينيات القرن الماضي: «عصر الحب» للكاتب نجيب محفوظ، وكان آخر أفلامه عام 1986 هو «بكرة أحلى من النهاردة».

## الحياة الشخصية
تزوج حسن الإمام من السيدة نعمت الحديدي ولديه منها حسين الإمام ومودي الإمام وزينب الإمام صحفية بجريدة الأهرام.